# Xiphophorus nigrensis
Xiphophorus nigrensis, el cola de espada del Pánuco, es una especie de pez de la familia Poeciliidae, que es endémica de una pequeña parte de la cuenca del río Pánuco en México.

## Taxonomía
Al ser un pequeño cola de espada, Xiphophorus nigrensis se consideró originalmente una subespecie de X. pygmaeus. Hoy se reconoce, junto con X. multilineatus, como la especie más cercana a X. pygmaeus. Las tres especies forman un clado dentro del clado más grande de colas de espada del norte. La similitud de los machos grandes de X. nigrensis con los machos pequeños de X. cortezi, otra cola de espada del norte, apunta a una estrecha relación evolutiva entre estas dos especies.

## Descripción
El cuerpo de Xiphophorus nigrensis es más grande y profundo que el de X. pygmaeus. Los machos poseen en su aleta caudal una espada de moderada a bien desarrollada resaltada por una línea negra, de la cual se deriva el epíteto específico nigrensis (níger que significa negro y ensis espada en latín). Las hembras preñadas exhiben una mancha grávida oscura en el vientre. Los individuos más grandes tienen un cuerpo más profundo y desarrollan un azul iridiscente brillante en los costados y los flancos, lo que puede ocultar un poco su raya negra mediolateral.
Las poblaciones contienen regularmente machos adultos grandes (hasta 40 mm) y pequeños (hasta 18 mm). Los machos grandes poseen espadas, mientras que los machos pequeños no. Los machos pequeños son esbeltos y de color oro macizo.

## Distribución y hábitat
Xiphophorus nigrensis se encuentra en río Choy. La especie habita en aguas claras, profundas y de corrientes rápidas a lo largo de taludes socavados de lechos de ríos y arroyos. La profundidad puede ser tan grande como 3 metros (9,8 pies).

## Reproducción
Xiphophorus nigrensis se hibrida fácilmente con X. pygmaeus; de hecho, las hembras de la última especie prefieren los machos de X. nigrensis a los de su propia especie porque los machos grandes de X. nigrensis cortejan a las hembras, mientras que los machos de X. pygmaeus simplemente se acercan sigilosamente y las persiguen. Los machos pequeños de X. nigrensis también exhiben un comportamiento de persecución furtiva.